# Panhard EBR 75
Panhard EBR 75 (фр. Engin Blindé de Reconnaissance — «разведывательная бронемашина») — французский разведывательный бронеавтомобиль 1950-х годов. Разработан в 1945—1948 годах на основе сконструированного Луи Делагардом довоенного опытного бронеавтомобиля Panhard 201 (AM 40P) и использовал ряд конструктивных новшеств, таких как качающаяся башня и четырёхосная схема с двумя подъёмными средними мостами.
Серийное производство Panhard EBR началось в 1950 году и продолжалось до 1970-х годов, всего было выпущено около 1200 машин этого типа в нескольких версиях. Panhard EBR оставался основным бронеавтомобилем французских войск вплоть до 1970-х годов, а также поставлялся в ряд других стран, в некоторых из них по состоянию на 2007 год он всё ещё оставался на вооружении.

## История создания и производства

### Варианты и модификации
- EBR 75 FL 11 / EBR 75 mle. 1951 — модель 1951 года (с башней «тип 11» и 75-мм орудием SA 49)
- EBR 75 FL 10 / EBR 75 mle. 1954 — модель 1954 года (с башней «тип 10» и 75-мм орудием SA 50)
- EBR 90 F2  —модель 1963 года (с с башней «тип 11» и 90-мм орудием Mle F.2)
- EBR DCA (Canon automoteur de défense contre-aérien), прототип ЗСУ с двумя 30-мм MK-Hispano-Suiza Type 831.
- EBR-ETT (Engin Transporteur de Troupes) бронетранспортёр

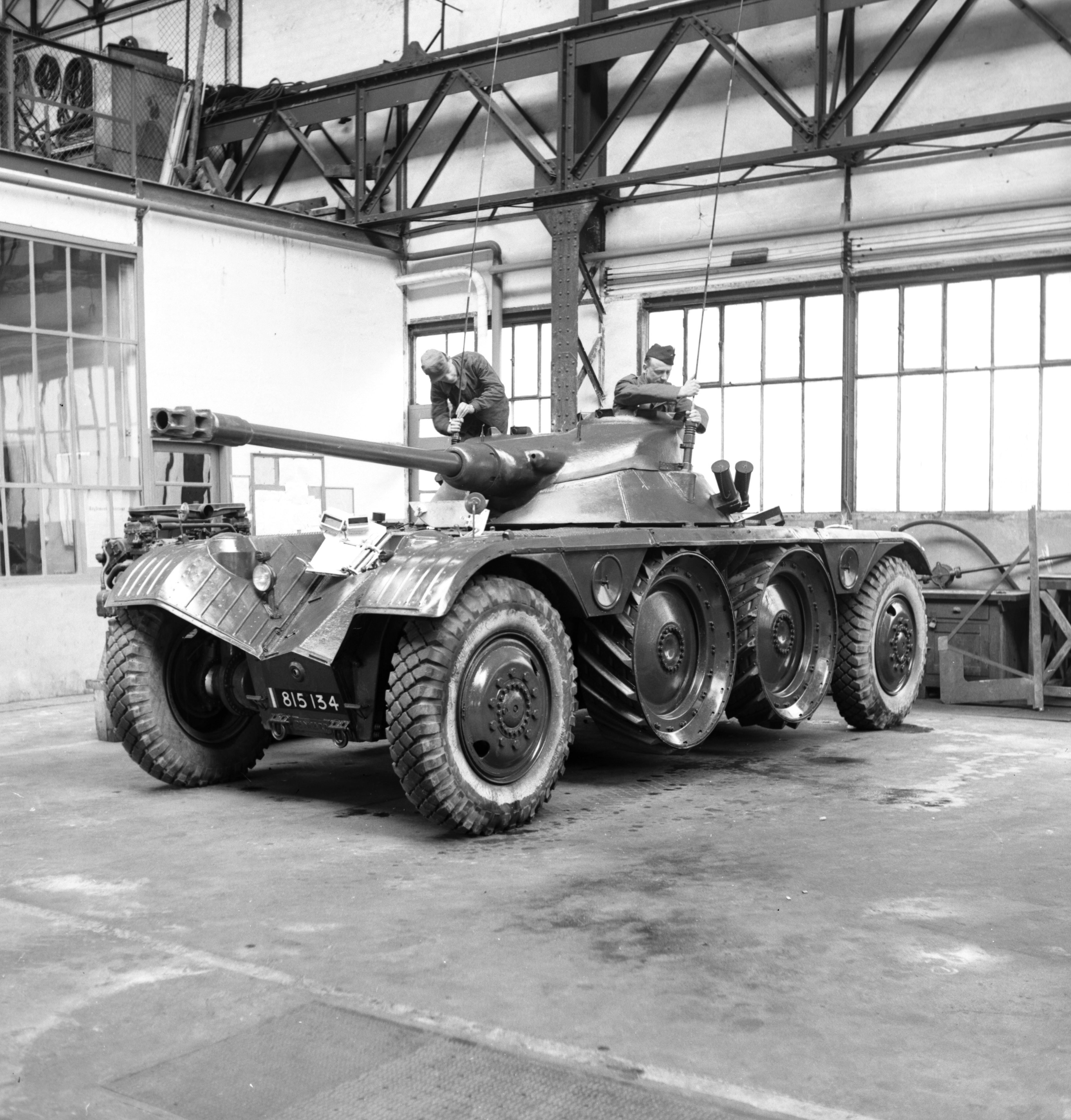
EBR 75 FL 11 — модель 1951 года.

## Конструкция

### Броневой корпус
Экипаж машины состоит из четырёх человек: командира машины (который также выполняет функции наводчика), заряжающего и двух механиков-водителей.
Корпус сварной, лобовые и кормовые листы имеют значительные углы наклона, бортовые расположены вертикально. В лобовой и кормовой частях корпуса размещены прямоугольные люки для механиков-водителей. Максимальная толщина брони корпуса составляет 15 мм.

### Башня
Боевой вес бронеавтомобиля с башней FL 11 («тип 11») составляет 12,8 тонны. Башня «тип 11» — составная, низкая, куполообразной формы. Верхняя часть башни установлена в нижней части башни на цапфах и поворачивается в вертикальной плоскости вместе с пушкой, а в горизонтальной плоскости — вместе с нижней частью башни. На крыше башни слева размещена командирская башенка, а справа — круглый люк для заряжающего. Справа и слева на башне установлено по два дымовых гранатомёта. Основным вооружением является 75-мм орудие S.A. 49 с двухсекционным дульным тормозом, в качестве вспомогательного оружия используются три 7,5-мм пулемёта MAC 34 «Reibel» (боекомплект составляет 56 выстрелов и 2250 патронов).
Боевой вес бронеавтомобиля с башней «тип 10» составляет 14,9 тонны. Башня «тип 10» (от лёгкого танка AMX-13) — качающаяся, составлена из двух литых частей: нижней, установленной на шариковой опоре, и верхней, соединённой с нижней цапфами. На крыше башни размещена куполообразная командирская башенка. На бортах башни установлено по два трёхствольных гранатомёта для постановки дымовых завес. Основным вооружением является 75-мм орудие S.A.50 с горизонтальным клиновым затвором, концентрическими противооткатными устройствами и дульным тормозом. Орудие значительно выдвинуто из башни вперёд, в нише качающейся части башни смонтированы два магазина барабанного типа на шесть выстрелов каждый, из которых с помощью механизма досылания выстрелов осуществляется заряжание пушки. Стреляные гильзы автоматически выбрасываются наружу — через специальный люк башни со стороны кормы корпуса. Магазины снаряжаются через люки в крыше башни. В качестве вспомогательного оружия используются три 7,5-мм пулемёта MAC 34 «Reibel» (боекомплект составляет 38 выстрелов и 1800 патронов).

### Средства наблюдения и связи
Машина оборудована радиостанцией и вспомогательным агрегатом для питания радиостанции и запуска основного двигателя.

### Двигатель и трансмиссия
Силовая установка: 12-цилиндровый бензиновый двигатель 12H 6000 фирмы «Панар» воздушного охлаждения с горизонтальным противоположным расположением цилиндров (разработан на базе двигателя автомобиля «Panhard Dyna X». Мощность двигателя — 200 л. с. Ёмкость топливных баков — 370 литров.
Силовая передача включает многодисковое сцепление, работающее в масле, механическую четырёхступенчатую коробку передач с синхронизаторами, конический реверс, четырёхступенчатый мультипликатор, конический дифференциал, две раздаточные коробки и промежуточные трансмиссионные валы.
Привод ко всем восьми колесам осуществлён от бортовых трансмиссионных валов через конические передачи и бортовые передачи качающегося типа.

### Ходовая часть
Передние и задние пары колёс снабжены пулестойкими пневматическими шинами, а средние пары колёс — тракторного типа (которые при движении по хорошим дорогам могут подниматься, а при движении вне дорог — опускаться).
Подвеска крайних колёс имеет двойные витые пружины и гидравлические амортизаторы. Подвеска средних колёс имеет гидропневматические рессоры телескопического типа, управляемые механиком-водителем.
Колёсные тормоза колодочного типа с гидравлическим приводом.

## Страны-операторы
- Марокко — 40 Panhard EBR, по состоянию на 2015 год[4]
- Португалия — сняты с вооружения
- Тунис — сняты с вооружения
- Мавритания
- Франция — сняты с вооружения
- Индонезия[5][6]

## Боевое применение
- Война за независимость Алжира (1954—1962)
- Бизертинский кризис (июль 1961)
- Алжиро-марокканский пограничный конфликт (октябрь 1963)
- Колониальная война Португалии (1961—1974)[7]
- «Революция гвоздик» (24—26 апреля 1974)
- Война в Западной Сахаре (1975-1991)

## Фотогалерея

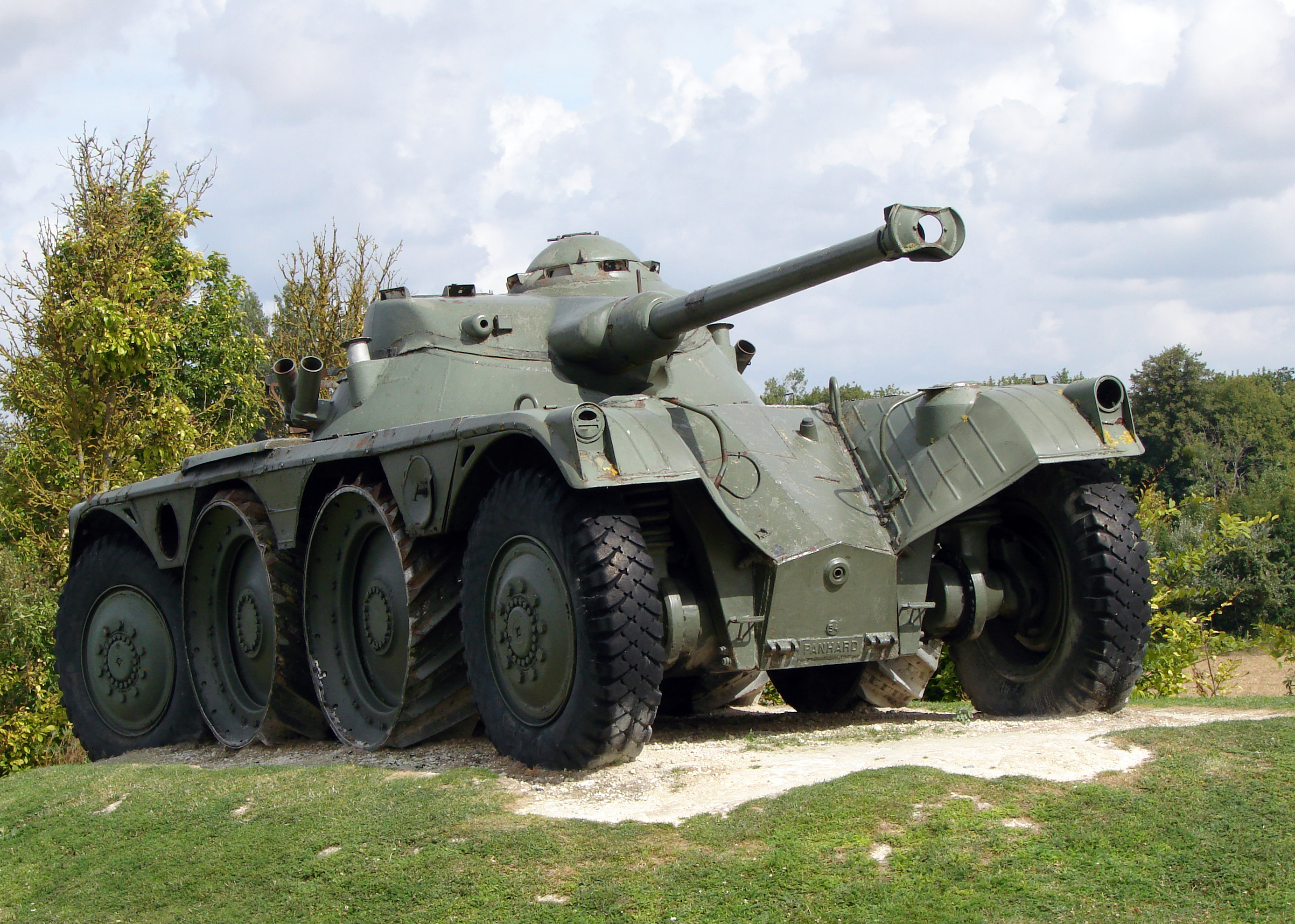
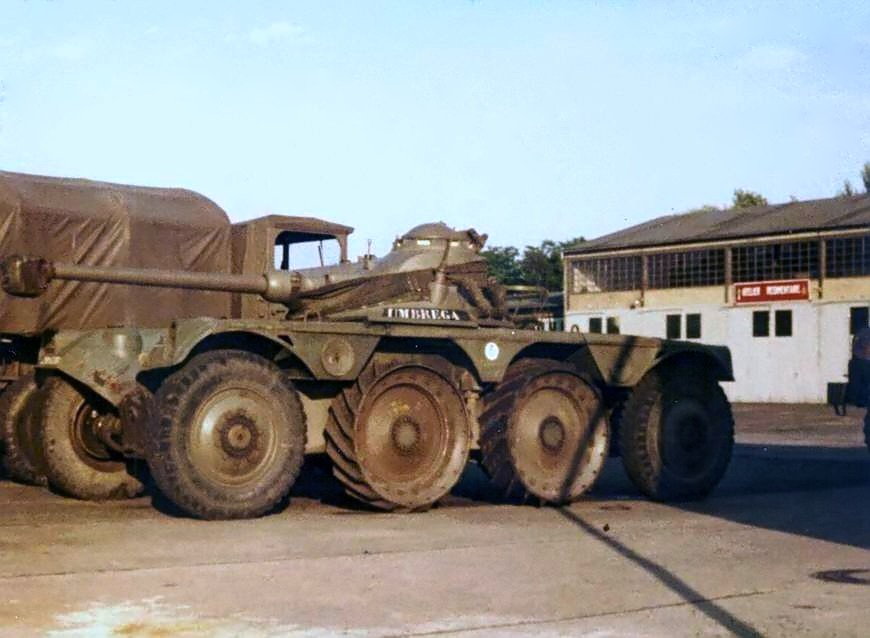
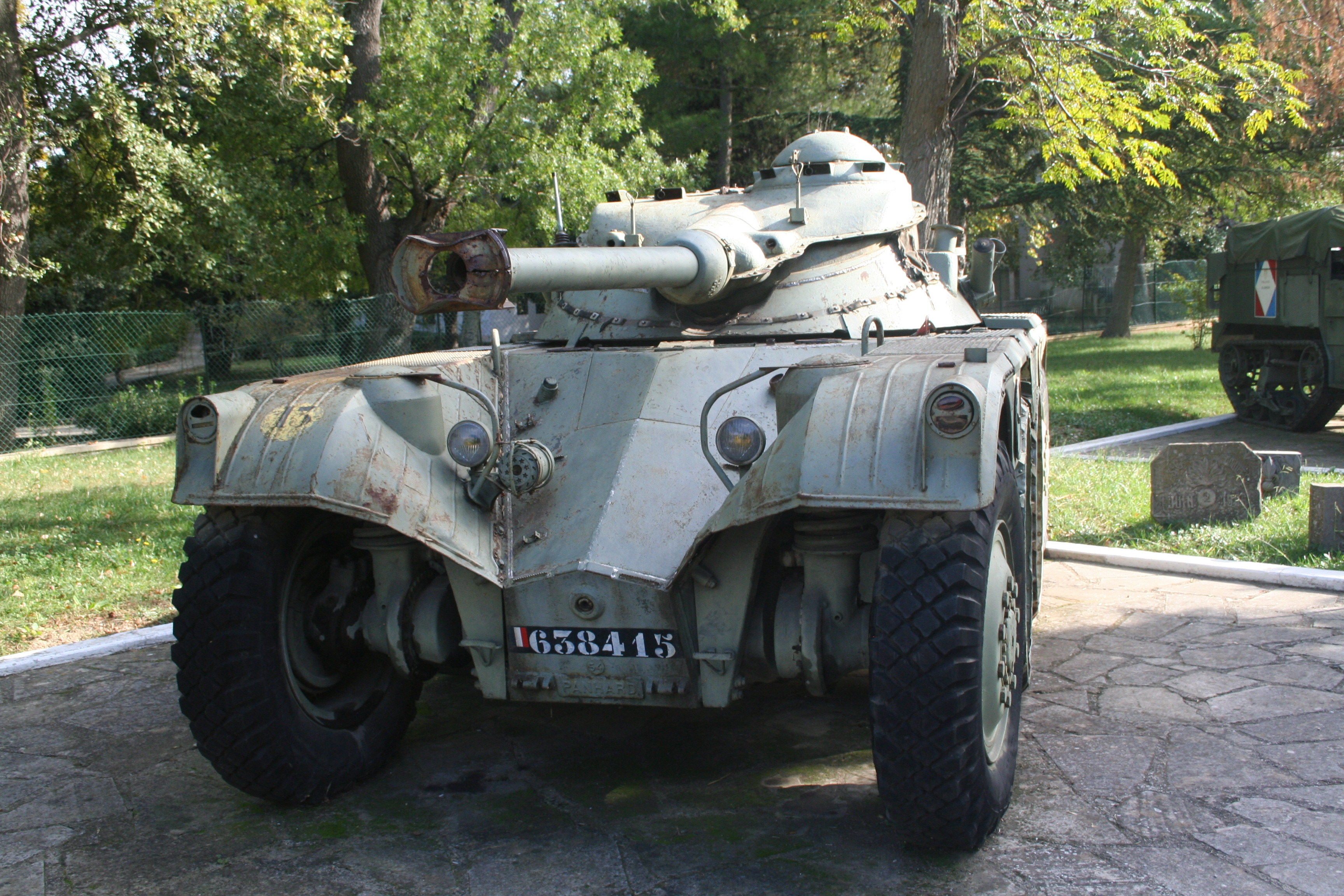